# Obal (település)

Az ellenálló szervezet emlékműve

Obal (Обаль, oroszul Obol-Оболь) városi jellegű település Fehéroroszország Vicebszki területének Sumilinai járásában. A járási székhelytől 23 km-re nyugatra, Polacktól 35 km-re keletre fekszik, az azonos nevű folyó déli partján. 2005-ben 3,1 ezer lakosa volt ().

## Történelem
Obal környéke a német megszállás alatt jelentős partizánmozgalom színhelye volt. A helyi Komszomol földalatti szervezetet (Junije msztyityeli) működtetett, melynek számos németellenes akciója volt. A szervezetet a németek 1943. augusztus 28-án felszámolták, tagjait agyonlőtték. Jefroszinja Zenykova (1923-1984), a szervezet titkára megmenekült, Zinaida Portnovát viszont 1944 januárjában a Gestapo meggyilkolta. Mindketten megkapták a Szovjetunió hőse címet.

## Gazdaság
A településen működik a járás egyik legjelentősebb ipari üzeme, az Obali Kerámiagyár, mely a környék agyaglelőhelyeire támaszkodik. A környéken jelentős tőzeglelőhelyek is vannak. Obalon áthalad a régi Vicebszk-Polack-főút, melynek mára új, a települést elkerülő szakaszát (P20-as út) építették ki. Az Obal északi partján található a vasútállomás.

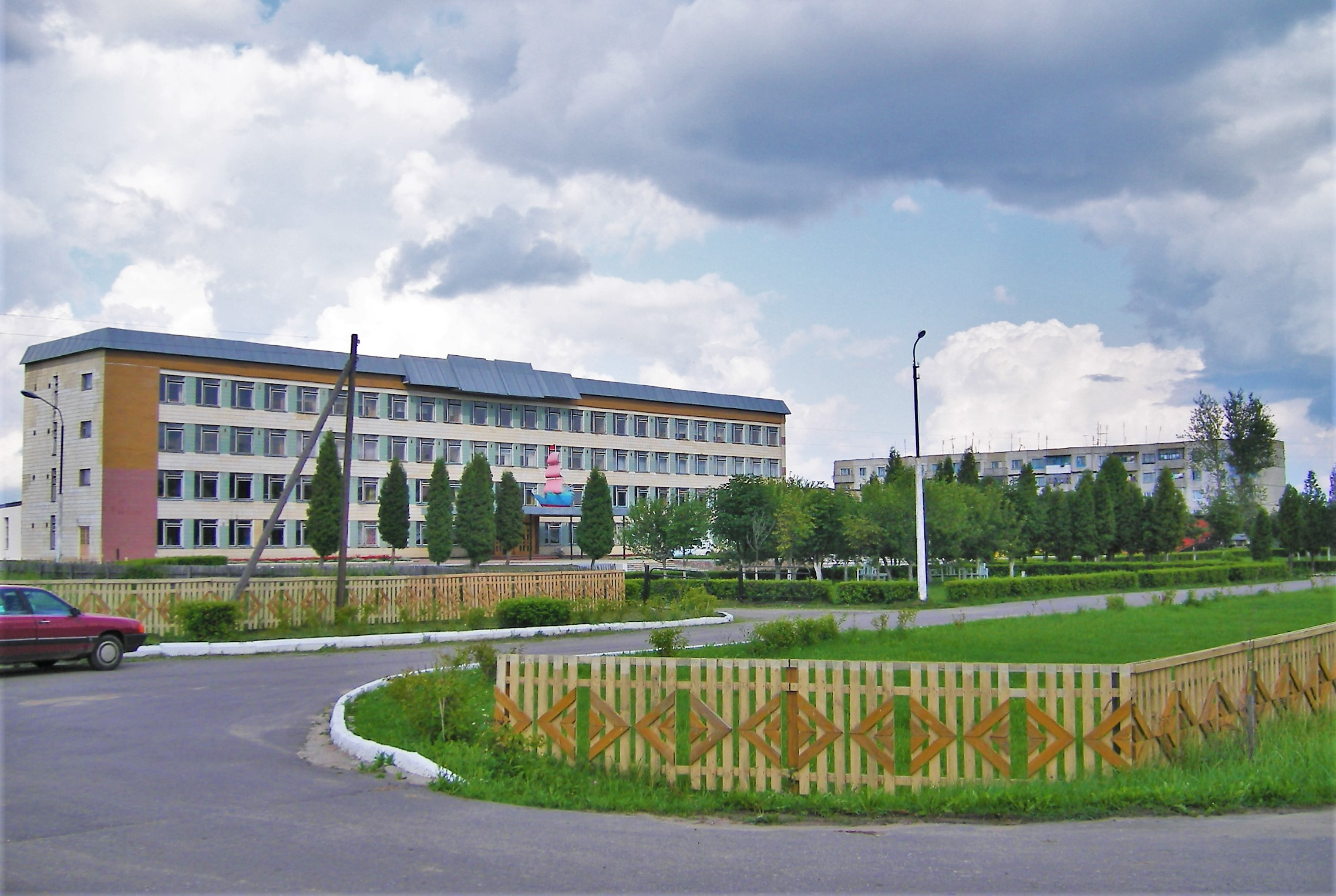
Obali utcakép

## Nevezetességek
Obalban romos állapotban levő klasszicista kastély (és park) maradt fenn a 19. századból. Az 1843-ban épült egykori Szent Onufrij-fatemplom nem maradt fenn, napjainkban az istentiszteleteket az adminisztrációs épületben tartják. A második világháború emlékét a partizánok emlékoszlopa és Zinaida Portnova házán az emléktábla, valamint az emlékmúzeum őrzi.